# Охота на зайца с борзыми
Охота на зайца с борзыми «по-зрячему» — охота на зайца с грейхаундом или другими борзыми, которые преследуют зайца при помощи зрения, но без обоняния. Это спортивный конкурс, где собак проверяют на их способность бегать, догнать и поймать зайца, скорее заяц не добыча, а приз за игру. Эта охота имеет множество вариантов по всему миру. Неофициально охота на зайца с борзыми «по-зрячему» может быть просто охотой. Охота на зайца с борзыми «по-зрячему» в Европе сохраняла популярность в течение XIX века.